# 형광등

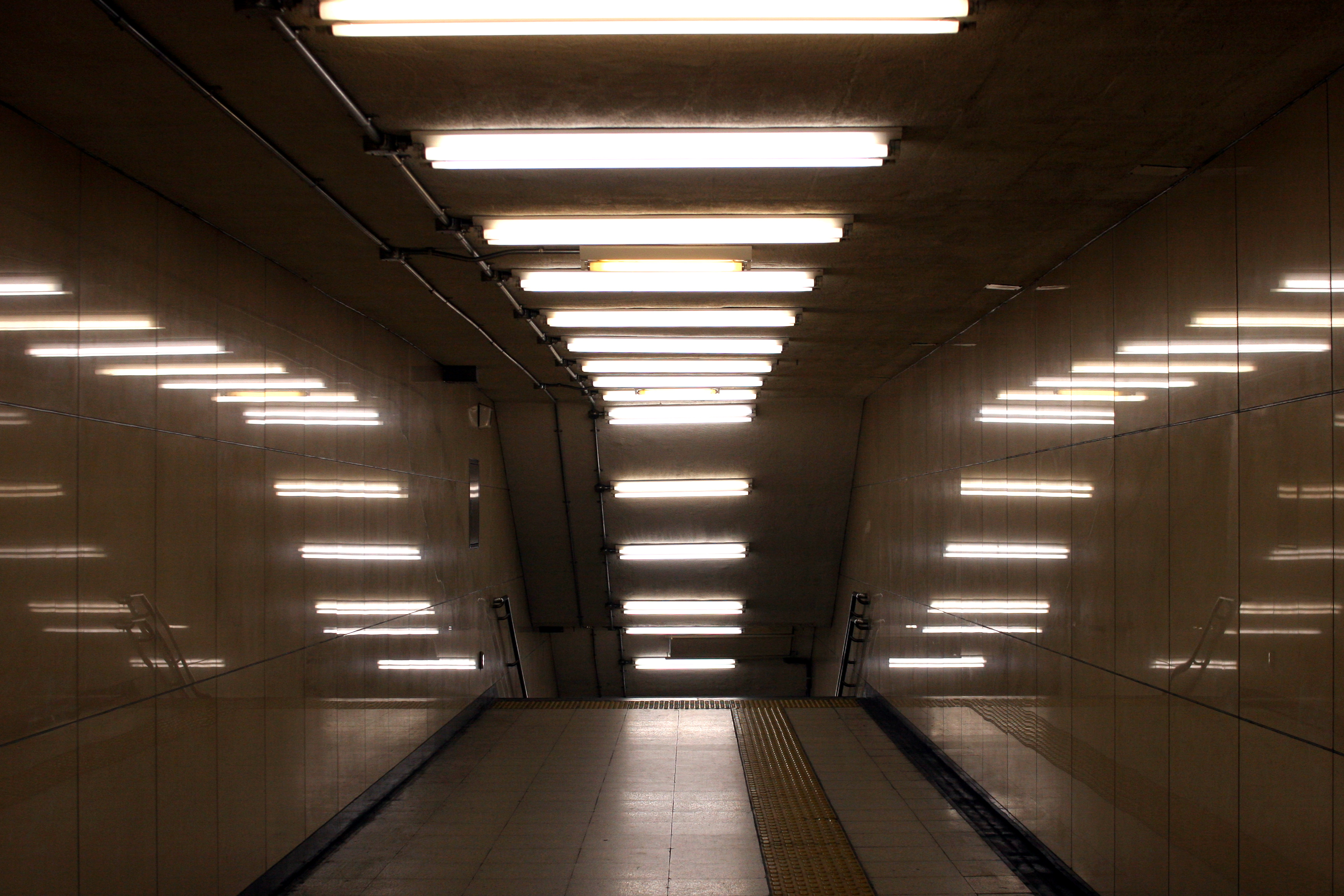
일본 도쿄의 신바시의 형광등

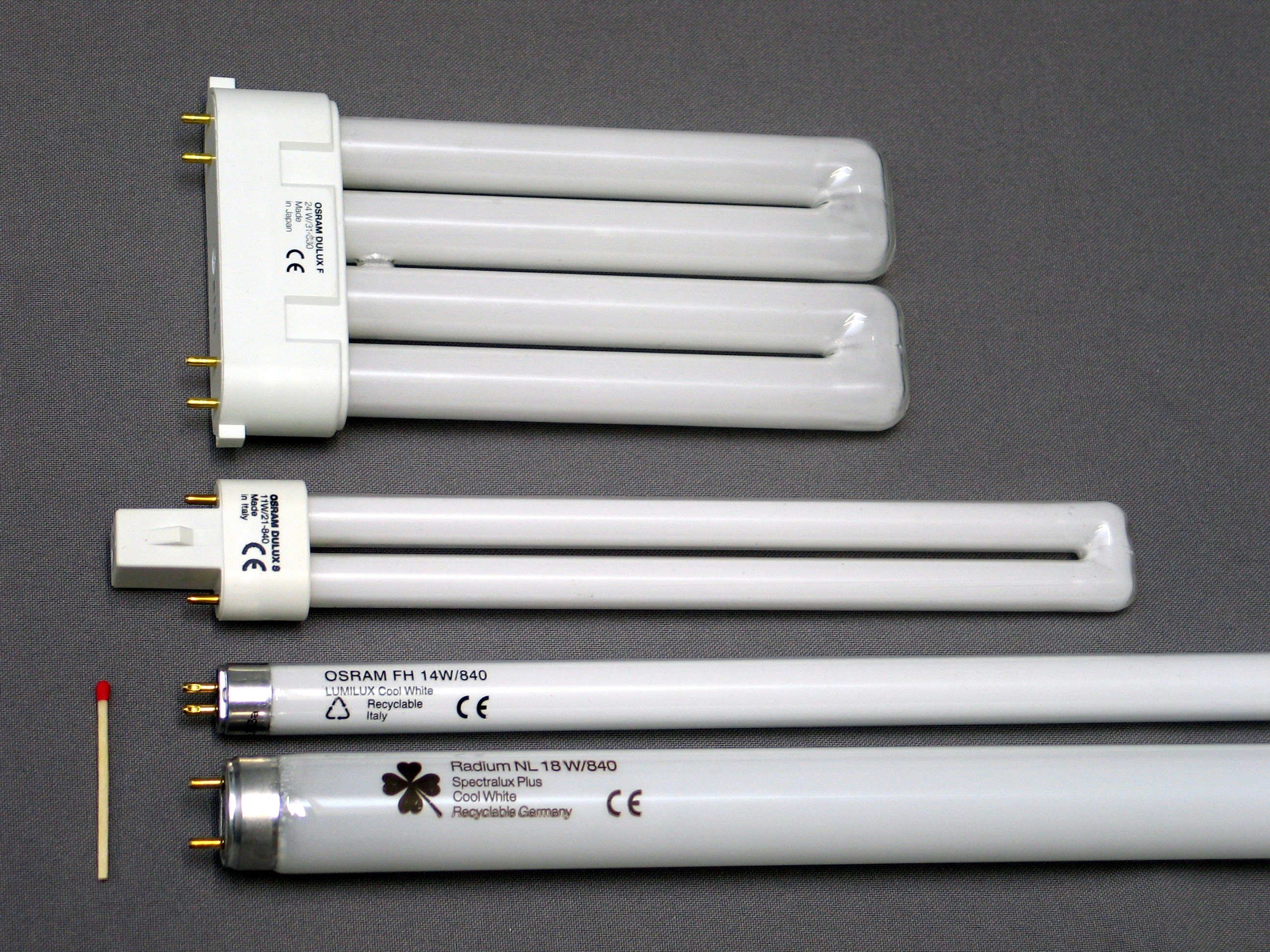
여러 가지 종류의 형광등.

형광등(螢光燈, 문화어: 반디빛등, Fluorescent lamp)은 기체 발광 등으로서, 유리관의 내벽에 형광 물질이 발려져 있고, 수 mmHg의 낮은 압력에 아르곤과 소량의 수은 증기를 넣는다. 양 끝의 금속 부분에는 전극 필라멘트가 달려 있다. 이 필라멘트를 예열하여 양극 간에 방전(放電)이 일어나면, 수은 분자는 격렬하게 충돌하여 자외선을 방출한다. 이 자외선이 관벽의 형광체에 흡수되어 가시광선이 방출된다. 형광등에 사용되는 형광체에는 텅스텐산칼슘(청)·텅스텐산마그네슘(청백)·규산 아연(녹)·규산 아연 베릴륨(황)·염화 인산 카드뮴(오렌지색)·규산 카드뮴(담홍색) 등 여러 가지 색조가 있으나 실제로는 이를 조합하여 사용한다.

## 안정기
백열등과 달리, 형광등은 일정한 전력이 흐르게 해줄 안정기(ballast)가 필요하다. 보통의 관 모양의 등(대략 120cm나 240cm의 길이를 가졌다)에는 안정기가 전등틀의 접점 부분에 들어있다. 전구 모양의 형광등은 틀의 접점에 안정기가 들어있거나, 전구 안에 들어 있어서 일반 전구 소켓에 그냥 끼울 수 있게 되어 있다.
전자식 안정기가 등장하면서 안정기의 수명이 일반 안정기에 비해 길어졌다. 등만 교체하고 보통은 5-10년, 길게는 20년까지 사용하기도 한다.

## 켜고 끄기와 전력 소모
흔히 알려진 바는, 형광등을 켜고 끄는 데 걸리는 전력이 워낙 많이 들어서, 형광등을 한 번 켤 때마다 수 분에서 수십 분 동안 켜놓는 전력을 소모한다는 것이다. 그래서 한 시간 외출할 때는 그냥 형광등을 켜놓을 것을 권장했었다. 그러나 이는 잘못된 믿음이다. 예를 들면 미국의 조명 디자인 연구소에는 구체적인 표와 함께 이 문제를 설명해 놓았다. 형광등을 켤 때는 순간적으로 전압이 올라가긴 하지만, 전압이 올라가는 시간은 수분의 1초에 불과하다. 따라서 전력을 시간에 대해 적분해서 전력 소모량을 구해보면, 형광등을 켤 때 드는 전력은 약 5초 동안 형광등을 켜 놓은 분량이다. 따라서 몇 분 이상 형광등을 켜 놓으면, 전력상으로는 큰 차이가 없다.
그러나 앞의 자료에 따르면, 형광등의 수명은, 형광등을 어느 정도 오래 켜놓아야 오래 간다. 따라서 형광등의 수명과 전력 소비를 고려할 때, 15~20분 이상 외출시에는 형광등을 끄는 것이 이익인 것을 알 수 있다.

## 주해
1. ↑  안정기는 일종의 점등장치다.[1]

## 같이 보기
- 방전관
- 광원 목록